# الجمعية العامة للعمال الألمان
الجمعية العامة للعمال الألمان (بالألمانية: Allgemeiner Deutscher Arbeiter-Verein) هو حزب سياسي ألماني أُسس في 23 مايو عام 1863 في لايبزيغ من طرف فرديناند لاسال.